# Haliplus pseudofasciatus
Haliplus pseudofasciatus är en skalbaggsart som beskrevs av Wallis 1933. Haliplus pseudofasciatus ingår i släktet Haliplus och familjen vattentrampare. Inga underarter finns listade i Catalogue of Life.